# 鰊粕

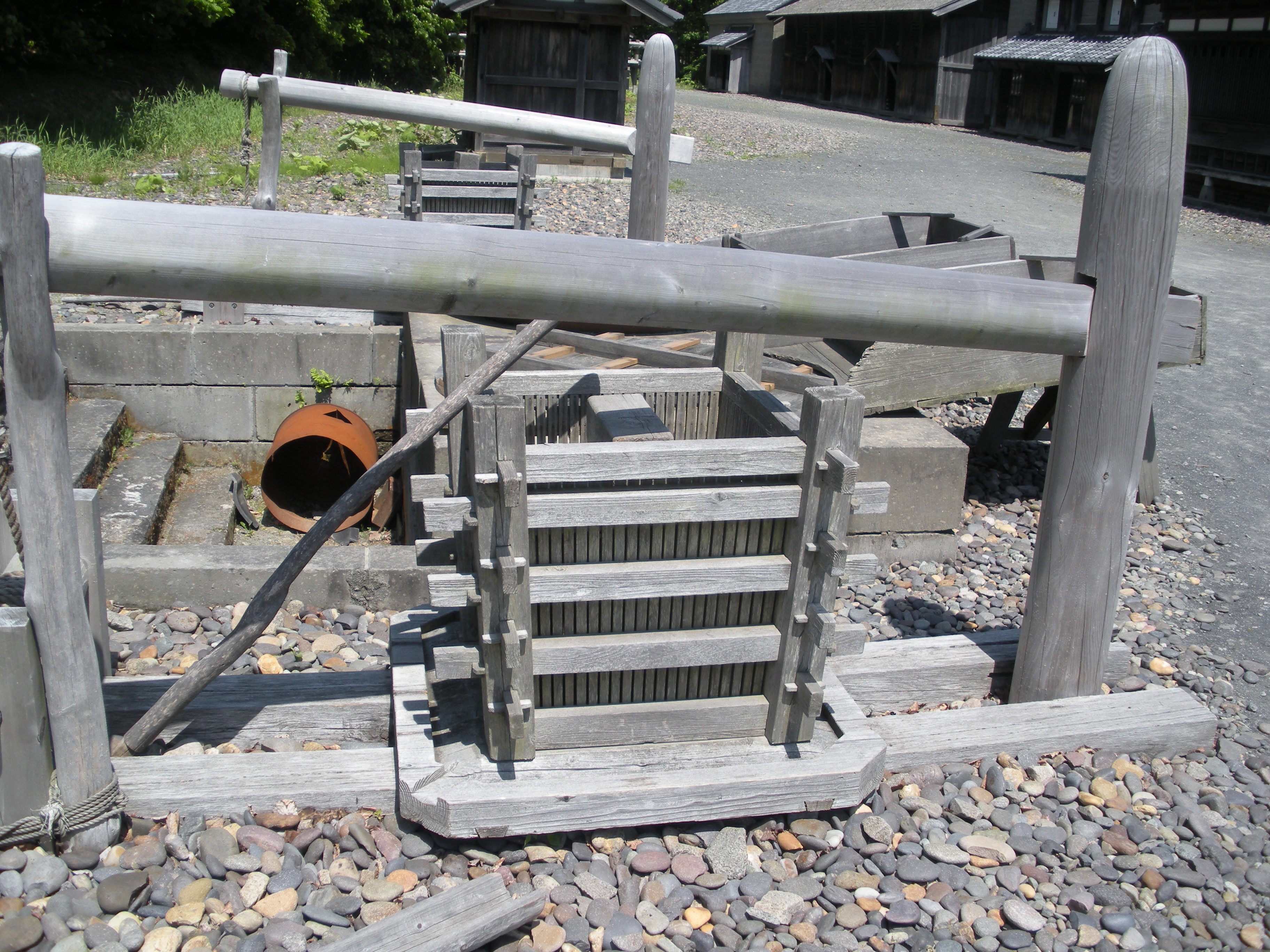
鰊粕製造に使用された圧搾機「角胴」。大釜で茹でた鰊を入れ、テコの原理で締め上げる。「北海道開拓の村」にて撮影。

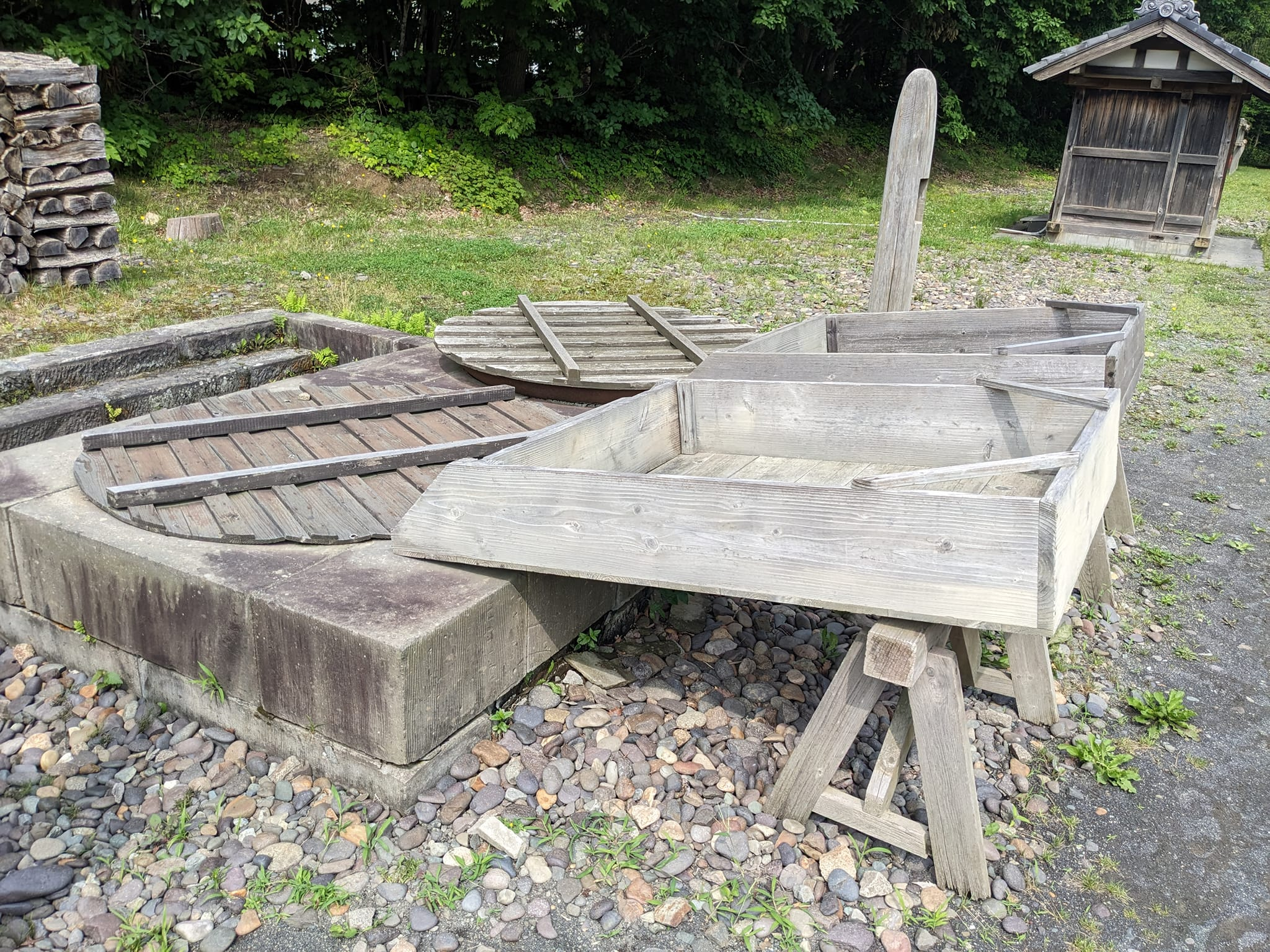
鰊を煮るための大釜。上の木箱に鰊を溜め、釜の中に流し込む（北海道開拓の村）

鰊粕（にしんかす）は、ニシンを原料にした肥料である。

## 概要
江戸時代後期から昭和初期まで、現在の北海道日本海沿岸地域、さらに樺太で大規模に生産されていた。
北海道における和人のニシン漁は、文安4年（1447年）陸奥国の馬之助なる者が松前郡白符村（現在の松前町）で行ったものを嚆矢とする。時代が下って寛政年間（1790年ごろ）には北海道北端の宗谷地方にまで和人が進出し、ニシンの刺網漁に従事していた。しかし、当初のニシン漁はあくまでも食用目的だった。
日本本土おける商品作物の栽培が盛んになるにつれ、干鰯のような金肥として、煮沸したニシンから魚油を搾り取った滓「鰊粕」の肥料効果が着目されることとなる。安永年間（1770年ごろ）には地曳網や笊網などの導入で大量の捕獲が可能となり、本格的な鰊粕の製造が始まる。しかし、鰊粕は北海道の沿岸部どこでも製造されていた訳ではなく、天保年間（1830年ごろ）までは東蝦夷地においては根室や国後などの奥地、日本海側では雄冬岬から樺太にかけてが産地だった。これは、松前藩の目を憚って奥地でのみ製造していたものらしい。しかし産地は順次南下し、幕末の慶応年間には和人地でも生産が始まる。特に北海道日本海沿岸、雄冬岬以北の増毛、天塩、宗谷地方で水揚げされるニシンは概して小型のため、身欠き鰊や数の子など食用には不向きであり、初めから鰊粕の製造目的でニシンを水揚げした。もっとも桧山郡のように身欠き鰊の製造が盛んな地域でも、ニシンの鮮度が落ちれば鰊粕の原料に廻した。
ニシンが産卵のため北海道近海を訪れる春が鰊粕の生産のピークである。鰊粕は北前船交易で北陸地方や西日本各地に輸出され、稲作、あるいはミカン、菜種、藍、綿花栽培などの商品作物栽培に重要な役割を果たした。

## 製造方法
まず、直径1.8m、深さ1.2mほどの大釜に淡水か海水を八分目まで満たして沸騰させる。ここにニシンを1000尾ほど投入し、火力を強くして30分ほどで煮上げる。煮すぎればニシンが砕け、反対にニシンが生煮えでは出来上がった製品が「赤ダマ」と呼ばれる不良品になるので注意が必要である。
煮上がったニシンを金属製の網で掬い上げ、テコの原理を利用した木製の圧搾機「角胴」に入れ、次のニシンが煮あがるまでの間20分ほどの間、徐々に縄を絞めて圧力を加え時間をかけて圧搾する。搾り汁は樋で「ハチゴ」という桶に導いて水分と魚油を分離する一方、角胴を反転させて内部の搾りかす「粕玉」を取り出す。朝4時から1人が一釜を担当し、15、16玉を締め上げるのが一日の仕事量とされた。
明治10年代には、ネジの原理を利用した金属製の圧搾機「キリン」が登場した。ネジ式の圧搾機は圧力が均等にかかるうえ、セットで用いられる円形の圧搾胴は粕玉を取り出す際、反転しなくても済む利点があった。だがキリンの圧搾胴は細部に蛆が涌きやすい欠点があり、全体の制作費が当時の価格で45円と高価ゆえ即座には普及しなかった。だが明治30年代半ば（西暦1900年ころ）には「螺旋式圧搾機」が宗谷や増毛管内で徐々に普及した。
圧搾した重さ100kgはある粕玉は塊のままで数日間放置して表面を乾燥させ、数人がかりで干場に運ぶ。干場は数千枚の筵を敷けるほどの面積を必要とするが、北海道の西海岸、とりわけ渡島半島や積丹半島は断崖絶壁が直に海に落ち込む地勢であり、後背平地に恵まれなかった。そこで粕玉を数個に分割したうえ、海岸段丘上などに設けた干場まで運び揚げた。積丹町島武意海岸に設けられた小トンネルは、もともと鰊粕はじめニシン製品運搬の便宜を図って掘削されたものである。
干場に運んだ粕玉は刃渡り50cmはある巨大な包丁「玉切り包丁」で8等分に分割し、1片を筵一枚に乗せて木製の鍬、あるいは「えびり」「こまざらい」と呼ばれる木製の道具で細かく粉砕し、筵の上に撒く。一日に数回ほど反転させ、夜間は筵で覆うなどして数日間かけ乾燥させる。乾燥させたものは干場の一隅に長さ30m、高さ4，50cmの山にまとめ、筵を掛けてさらに1週間ほど乾燥させれば完成となる。
製品は鰊粕専用に編まれた20貫入りの俵に、棒で搗いて隙間を埋めつつ詰め、出荷品とする。
ニシン以外にサケやマス、イワシも同様の工程を経て肥料に加工された。魚を煮沸、圧搾、乾燥して製造される肥料は総称して〆粕（しめかす）と呼ばれる。

## 流通
もともと日本本土での魚肥流通は干鰯が中心だった。だが18世紀になれば新田開発による耕地拡大が肥料用の刈敷採取用の草原の減少を招き、関東地方での干鰯の需要増大も相まって金肥の価格は高騰した。もともと大坂の干鰯問屋は房総の九十九里浜や肥前国、伊予国産の干鰯を取り扱い、享保9年（1724年）には取扱い量130万俵に達していた。だが前記のように、干鰯の全国的な需要増大にともない18世紀半ばには取扱量12万俵を切り、畿内では慢性的な肥料不足が価格の高騰をまねき、国訴にまで発展した。ここで注目されたのは、蝦夷地産の安価な鰊肥である。19世紀になれば大坂の靭干鰯市場が鰊肥の集積市場として確立し、白子や笹目（干したニシンのえら）、胴鰊（身欠きにしんを取った後に残るハラスや背骨、頭）などの鰊肥のなかで最も肥料効率に優れる鰊粕が生産の中心となる。18世紀には鰊肥が中国地方や、近江国で使用され、南部国や津軽、出羽国でも使用が広まる。
鰊粕の流通が本格化するのは天保年間（1830年代）である。幕末の探検家・松浦武四郎は弘化3年(1846年)、樺太はクシュンコタン（後の大泊町）で〆粕の製造現場を見聞している。運上屋で和人の支配人、番人の指揮の下で1000人もの樺太アイヌが集められ、作業に従事していた。海岸には径6尺はある大釜が116基も設置され、ニシンの漁期には鰊粕、漁期が済んで30日の休息を経たのち、マスの漁期が始まればマスの〆粕が休みなく生産されていた。彼の滞在中、800石か1200石～1300石積みの弁財船34隻が荷を運んだといい、1艘1000石と平均しても3万4千石となり、船頭のホマチ（内密の稼ぎ）も含めれば5万石もあるだろう、と記している。
長州藩や播州では嘉永頃から鰊粕が定着し、越中砺波では19世紀半ば、小矢部川の水運を生かして流通した。だが北関東には定着しなかった。鰊粕がいち早く定着したのは、北前船の寄港地である日本海沿岸、瀬戸内地方である。寄港地では直に鰊粕が売りさばかれたため、大坂の干鰯問屋を経由する品よりもはるかに安価に流通した。明治12年（1879年）には12万2000石あまりの鰊肥が畿内を中心に北陸から中国四国、さらには東海地方にも販売され、駿河、遠州の茶作、関東東北の米作、関東甲信越の桑作、阿波の藍作の肥料として用いられた。

## 利用

### 肥料

#### 稲作
ここでは、鰊粕を稲作の肥料に用いていた富山県の状況を例に挙げる。
江戸期における加賀藩、富山藩の農業は稲の単作が主体であり、肥料は自家製か近隣の市街で野菜との交換で入手した下肥、厩土（田の土を厩舎に入れ、家畜の大小便と混合させたもの）、ツボドロ（野菜くずや残飯に台所排水をかけて腐食させたもの）、踏土（晩秋、田の土に枯れ葉や脱穀の際のごみ、屋根材の古茅を切り混ぜ冬の間で発酵させたもの）、刈敷など農民の自宅か周辺の山野で入手できるものが用いられていた。だが銭で購入する「金肥」として干鰯と菜種の油粕も早くから普及し、寛文元年（1661年）、加賀藩では領内で獲れる「砂鰯」を確保するため、他領への移出を禁じている。富山藩内でも寛保3年（1743年）、「下肥、灰、小糠、油糟、鰯肥」の領外への移出を禁じているが、いずれも自領内での需要増大には対処しきれず、他領からの移入が求められていた。
加賀藩の農学者・宮永正運は天明8年（1788年）に発表した農書『私家農政談』において、「昨今の百姓はものぐさになり、牛馬も飼わず土肥も草肥も作らず、持ち運びに便利な干鰯ばかり使っている」「干鰯は使うごとに土地が瘦せ、前年4俵の干鰯を使えば今年は6俵使わなければならない」と嘆いている。同著によれば、地元産の干鰯では2、3割しか賄いきれず、残り8割は越後国や佐渡国、出羽国よりの移入品に頼り、氷見や伏木、放生津で売買される干鰯は20万俵に及ぶ」という。
増大する魚肥の需要に応えて蝦夷地産の鰊粕が出回るようになる。加賀藩の積卸し港だった東岩瀬港では文政5年(1822年)、佐藤屋三右衛門が蝦夷地へ米を運航した帰路に笹目鰊（ニシンのエラの乾燥品）2000貫目を購入して近隣の豪農へ使用を勧めたが、売り尽くすのに3年かかった。だが天保年間には利用も増大し、天保5年（1834年）、砺波郡の魚肥利用40万俵の内、蝦夷地の鰊は3、4割を占めていた。安政年間、越中国の北前船寄港地である東岩瀬（現富山市）では、鰊粕や干鰯など魚肥料を扱う業者は30軒を数えた。こうして幕末、明治期には干鰯を抜き、鰊粕が魚肥の中心となる。
明治10年代までの鰊粕の使用地は北陸4県に大阪周辺、瀬戸内海沿岸、さらに山陰と愛知県だった。これは北前船の航路と一致している。
明治21年（1888年）の北海道鰊の出荷先は兵庫県が24万石、富山県が16万7千石、大阪府が15万8千石だった。兵庫や大阪は物資の集積地であり、他県へ販売され、畑作物の肥料とされたものも多かったが、富山ではすべて県内の稲作に消費されたのが特徴である。だが昭和中期以降はニシンの不漁による鰊粕の製造衰退、あるいは化成肥料の普及により、令和の現在では鰊粕はほとんど使用されていない。

#### 綿花
河内国では18世紀初期に大和川の捷水路が開削され、それまでの旧河道は砂地の土壌を生かして綿花の栽培地として開発された。畿内ではこの時期、綿花の作付け率が30～60パーセントに達し、綿花栽培は畿内から尾張、三河、中国四国にかけても発展した。
当時、大坂に在住していた農学者の大蔵永常が天保3年1832年に上梓した農書『農稼肥培論』には「干鯡」の頁が立てられ、「鯡は鰊鯑の親で『松前の浦』で獲って干したものを越前敦賀へ積んできて、北国筋、江州へ越えその近国で肥やしに用いる。それ以外では聞かない」と記す。だが前記のように、この時期には大阪の干鰯市場で鰊粕が流通しているため、彼は時代の変化に気が付いていなかったものと思われる。施肥の方法は「干鰯と変わらない」として、「肥え壺の水に浸して、溶けだした汁を田や植えものに施す。あるいは干鯡を刻んだものを根際に穴を空け、そのまま施す「さし肥」にする。また粉末を1反につき15貫目入れる。効き方は干鰯よりも鋭く強い」とする。また「摂津方面では春にあらかじめ押切で刻んで保管しておき、水を入れた田に入れて均してから苗を植える」とも記されている。だがその記述の挿し絵には食用の身欠きにしんが描かれており、彼が鰊粕をはじめとした鰊肥をどれだけ理解していたかは不明である。1反の田には金額にして銀20匁、1駄で銀70匁、高めの時は120匁するとされ、金肥の使用は価格変動にさらされていた。
河内国八尾木で菜種や綿花を栽培する豪農だった木下清左衛門が天保13年（1842年）に記した『家業伝』は大蔵永常より10年後の書籍だが、ここでは鰊肥として「無類粕」（鰊粕）と「羽ニシン」（胴鰊）を挙げている。「無類粕は黄金色で細かく薫りがあり、湿地や冬肥、穴肥に適し、綿花を無類で作るとよい、羽ニシンは数日干した上で砕いて使うが、乾燥地に良い、田の肥や綿花の二番肥に良い」とする。さらに清左衛門は魚肥の効果を産地ごとに順位付けして「上位の物は鰹の削り、ネムロトリ、数ノ子、上サイキ（豊後国の佐伯）トリ。二位はクナシリ、カラフト、マシケ、リシリを挙げ、それよりもアツタは下粕だとしている。

### 食用
ニシンを原料とする鰊粕は、「状態のよい物」であれば食用とすることも可能だった。昭和戦前期の氷見市や砺波平野では、水田稲作の元肥として一反につき20貫目の鰊粕を砕き、湿らせた灰と混ぜて施肥した。その折に食べられそうな部分を取り分けておき、昆布巻きの芯や糀漬けとして食した。

## 影響

### 産地
鰊粕の製造には大量の薪を必要とした。もともと日本伝統のかまどは煙突や空気穴が無いため燃焼効率が悪く、煮沸作業には時間や熱量のロスが多い。1ケ統の漁場で１漁期に用いる薪は炊事や暖房、風呂焚きに用いる物も含めれば60敷に及んだ。そのため北海道の沿岸部では森林破壊が進み、大正15年（1926年）10月29日付の『小樽新聞』では、「徹底的な坊主山」として、積丹半島美国町（現在の積丹町美国地区）の山林破壊のありさまを記す。海岸の樹林を伐り尽くした後には翌年の漁期に備え、石狩川や天塩川の上流部で薪を求めるのが大切な仕事になった。また、アイヌの人々は和人商人のもとで鰊粕製造その他の労働に従事させられ、従来の民族コミュニティの変容や破壊がもたらされた。1789年に国後島で発生したクナシリ・メナシの戦いは、和人商人による〆粕製造現場での、アイヌ酷使が原因である。また幕末期に蝦夷地を何度も旅した松浦武四郎は、和人経営の漁場で酷使されるアイヌ、働き手を漁場に奪われ老人と子どものみのコタンのありさまを旅日記『知床日誌』『近世蝦夷人物誌』に書き残している。

### 消費地
富山地方においては幕末から明治初期にかけ富山湾沿岸の網元はこぞって北海道通いの廻船を仕立てて筵や叺、俵など藁製品や米を送り、帰りには鰊粕ほかニシン製品を買い付け、近隣の農村に前貸しすることで廻船問屋へと成長していった。一方で農民は鰊粕の代金支払いに困り、土地を廻船問屋に奪われ小作農へと転落していった例も多い。